# 黃石級驅逐母艦
黃石級驅逐母艦是美國海軍最後一款驅逐母艦，於1980年服役至1996年，就因需求不再而草草退役。

## 發展
黃石級驅逐母艦的出現為取代老舊的迪克希級驅逐母艦，而功能上並無過多的需求，因此大多數的設計皆延續前一級塞繆爾·龔帕斯級驅逐母艦。然而，冷戰結束後對於驅逐艦的海上常態化巡邏的需求斷然減少，連帶影響到驅逐母艦的用途，再加上技術的進步以及戰略部署的改變，黃石級的處境險得十分尷尬，因此美軍選擇在1995年至1996年將4艘黃石級全部退役封存，而這時黃石級首艦才服役僅16年。而後全部封存至預備艦隊，除阿卡迪亞號驅逐母艦作為靶艦遭擊沉外，其餘三艘在封存約15年後遭拆解。